# Ivan Junqueira
Ivan Junqueira (Rio de Janeiro, 3 de novembro de 1934 — Rio de Janeiro, 3 de julho de 2014) foi um poeta, jornalista, tradutor e crítico literário brasileiro. É lembrado principalmente por suas traduções de poetas modernos, como T. S. Eliot, e por seu lirismo de teor classicizante que abordava regularmente o tema da morte. Ocupou a cadeira n. 37 da Academia Brasileira de Letras.

## Biografia
Junqueira nasceu em 3 de novembro de 1934, no Rio de Janeiro, então capital do Brasil. Cursou medicina e filosofia na Universidade do Brasil (hoje UFRJ), mas não conclui nenhuma das matérias, lançando-se ao jornalismo em 1963. Ao longo da vida, contribuiu com diversos jornais, enciclopédias e dicionários, dirigiu várias instituições políticas, educacionais e culturais, participou de inúmeras palestras e conferências nacionais e internacionais, recebeu muitos prêmios e condecorações, dentre os quais o prêmio Jabuti nos anos de 1995 e 2008, e atuou ativamente como crítico literário e ensaísta. Ingressou na Academia Brasileira de Letras em 7 de julho de 2000, na sucessão de João Cabral de Melo Neto, recebido pelo acadêmico Eduardo Portella, onde atuou como presidente da instituição nos anos de 2004 e 2005 e recebeu o escritor Antônio Carlos Secchin. Morreu por falência múltipla dos órgãos, quando estava internado no hospital Pró-Cardíaco no Rio de Janeiro em 3 de julho de 2014.

## Obra poética
A obra poética de Ivan Junqueira era predominantemente lírica, marcada por uma poética classicizante e por reflexões filosóficas. Frequentemente, escrevia em versos métricos e rimados, seguindo ortodoxamente alguma forma fixa, como o soneto, a terza rima e as quadras.
Do meu amor, outrora uma aventura

feita de graça e de sorriso tanto,

resta-me apenas, na memória impura,

lembrança esparsa e vago desencanto.

Hei de aos meus versos conferir, no entanto,

Tamanhas ânsias de imortal ternura,

que em face deles, como por encanto,

em lírios se transforme a desventura.

Não quero agora, findo este lamento,

deixar que o meu amor, num derradeiro

adeus, se me abandone o pensamento.

O que mais quero é o meu amor inteiro,

pois é na sua lei que o sentimento

dá-se a si mesmo — imenso e verdadeiro— Soneto de sempre, de Ivan Junqueira.
Abordava diversos temas, mas destacou-se pela temática da morte, expressando-a em poemas como Sagração dos ossos, provavelmente sua magnum opus, dedicado ao poeta Bruno Tolentino (Tolentino, por sua vez, dedicou-lhe o poema O espectro).
Considerai estes ossos

— tíbios, inúteis, apócrifos —

que sob a lápide dormem

sem prédica que os conforte.

Considerai: é o que sobra

de quem lhes serviu de invólucro

e agora já não se move

entre as tábuas do sarcófago.— Trecho do poema Sagração dos ossos, de Ivan Junqueira.

### Livros de poesia[7]
- Os Mortos (1964)
- Três Meditações na Corda Lírica (1971)
- A Rainha Arcaica (1980)
- Cinco Movimentos (1982)
- O Grifo (1987)
- A Sagração dos Ossos (1994)
- Poemas Reunidos (1999)
- Os Melhores Poemas de Ivan Junqueira (2003)
- Poesia Reunida (2005)
- O Tempo além do Tempo (2007)
- O Outro Lado (2008)
- Essa Música (2014)